# Ignacy Feliks Dobrzyński

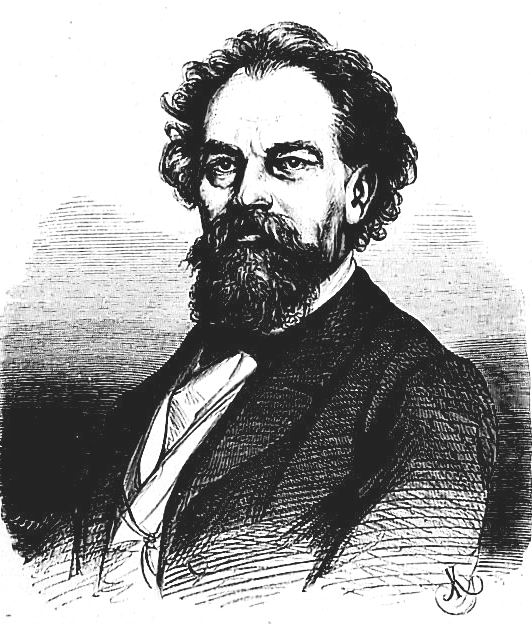
Ignacy Feliks Dobrzyński

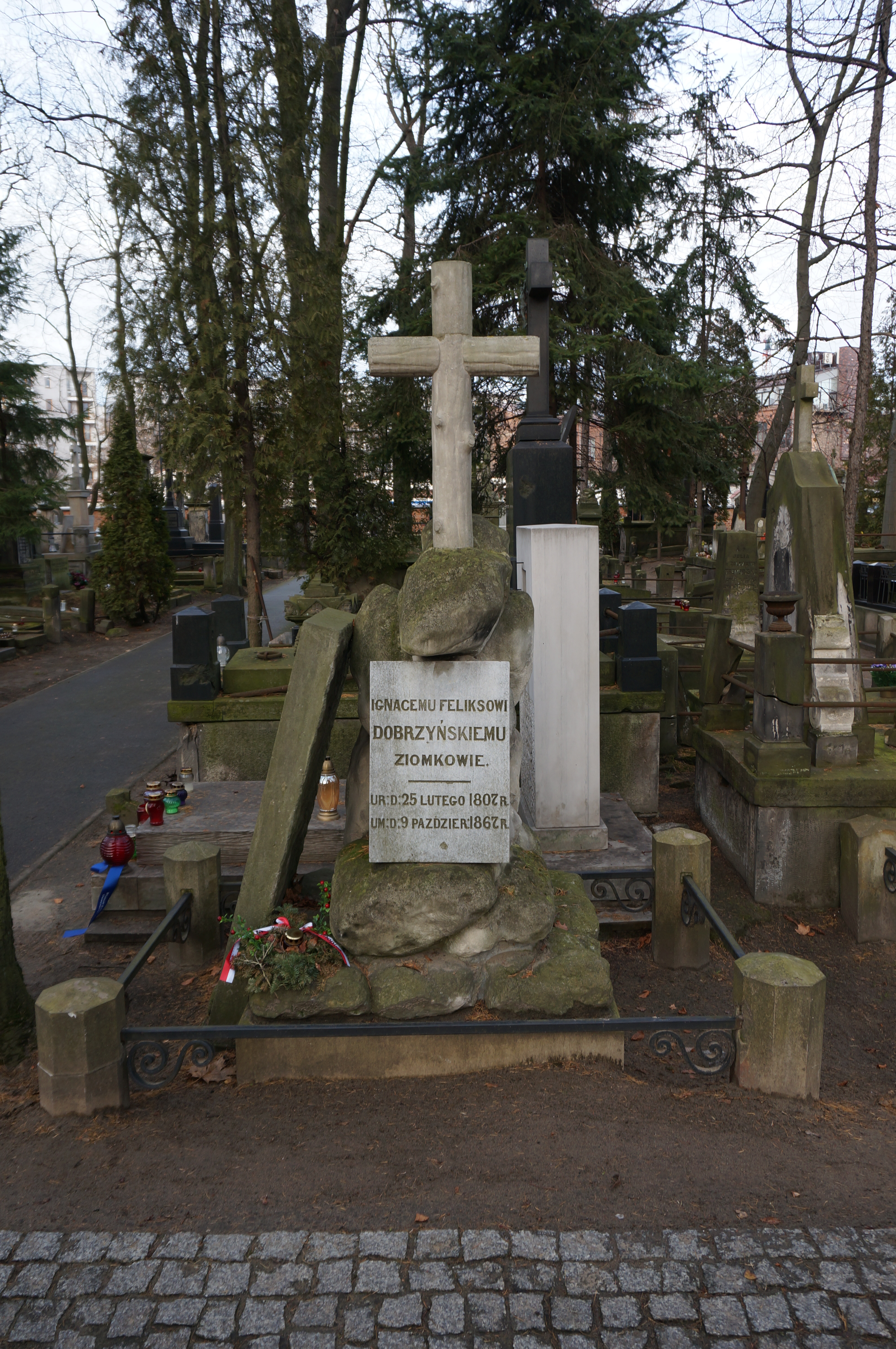
Grób Ignacego Feliksa Dobrzyńskiego na cmentarzu Powązkowskim

Ignacy Feliks Dobrzyński (ur. 25 lutego 1807 w Romanowie na Wołyniu, zm. 9 października 1867 w Warszawie) – polski kompozytor, dyrygent, pianista i pedagog.

## Dzieciństwo i nauka
Wychował się w rodzinie muzykującej: jego ojciec, Ignacy Dobrzyński (ur. 2 lutego 1779, zm. 17 sierpnia 1841), studiował muzykę w Wiedniu, komponował opery, kantaty, polonezy. W latach 1798–1817 był dyrygentem orkiestry dworskiej, w majątku hrabiego J.A. Ilińskiego w Romanowie. W latach 1817–1825 był nauczycielem muzyki w Gimnazjum Podolskim w Winnicy. Matka, Eudoksja z Karelinów (ur. ok. 1783, zm. 18 stycznia 1859), była córką kapelmistrza orkiestry rogowej na dworze carskim w Petersburgu.
Dobrzyński pobierał nauki w kolegium jezuickim w Romanowie, a następnie w latach 1817–1821 w Winnicy, gdzie ukończył słynne Gimnazjum Podolskie, prowadzone przez pijara M.J. Maciejowskiego. Muzykę studiował początkowo u ojca (już w 1816 popisywał się grając koncerty fortepianowe Jana Ladislava Dusska), od 1825 u Józefa Elsnera w Warszawie, początkowo prywatnie, potem w latach 1826–1828 w Szkole Głównej Muzyki. Elsner w raportach egzaminacyjnych oceniał Dobrzyńskiego słowami „zdolność niepospolita”. 

## Praca kompozytorska
Komponować zaczął w Winnicy; powstały wtedy — obok kilku polonezów fortepianowych i okolicznościowych kantat — Uwertura symfoniczna opus 1 i Koncert fortepianowy As-dur opus 2. W Warszawie pozostał Dobrzyński do końca życia, rozwijając ożywioną działalność kompozytorską i pedagogiczną. Jako nauczyciel gry fortepianowej zdobył sobie szczególne uznanie; owocem tej pracy stała się Szkoła na fortepian (Warszawa 1845). Jego pierwszym koncertem publicznym 29 września 1827 Uwerturą opus 1 Dobrzyńskiego dyrygował Karol Kurpiński. Na lata trzydzieste XIX w. przypadł okres rozkwitu jego twórczości, przy czym Dobrzyński komponował różne gatunki muzyki. W 1835 zgłosił na konkurs Gesellschaft der Musikfreunde w Wiedniu Symfonię c-moll opus 15, która zdobyła drugie miejsce, zgłosił ją również na konkurs Concerts spirituels; była potem wykonana w Wiedniu (17 marca 1836), fragmenty w Warszawie (7 października 1836), także w Lipsku (1839) pod dyrygenturą Felixa Mendelssohna-Bartholdyego, a wydana w Warszawie 1862 w opracowaniu fortepianowym na 4 ręce pt. Symfonia charakterystyczna w duchu muzyki polskiej; pierwotne Andante zastąpił w niej Dobrzyński Elegią ze swego Sekstetu Es-dur opus 39. W latach 1836–1838 skomponował Dobrzyński pierwszą swoją operę, Monbar czyli Flibustierowie, dokonując jej przeróbek jeszcze w 1861. Koncertowe wykonanie jej fragmentów miało miejsce nie tylko w Warszawie, ale i w Poznaniu, Berlinie i Dreźnie; sceniczna prapremiera odbyła się 1863 w Teatrze Wielkim w Warszawie. Od 1834 Dobrzyński związał swą działalność muzyczną z Resursą Kupiecką, organizując zespoły kameralne oraz dyrygując chórem i orkiestrą. W latach 1841–1843 uczył muzyki w Instytucie Aleksandryjskim Wychowania Panien. Między 4 marca 1845, a 28 września 1847 odbył podróż artystyczną do Poznania, Berlina, Lipska, Drezna, Monachium, Bonn, Frankfurtu nad Menem i Wiednia, prezentując na koncertach własną twórczość kompozytorską. W Berlinie musiał pozostać dłużej, zarabiając lekcjami muzyki, ponieważ zamknął sobie drogę powrotu do kraju napisaniem kilku pieśni patriotycznych, m.in. Do matki Polki (do słów Adama Mickiewicza); do Warszawy mógł powrócić dopiero we wrześniu 1847. Od 15 czerwca 1852 do stycznia 1853 był dyrygentem opery w Teatrze Wielkim, w dalszych latach sporadycznie dyrygował koncertami i 1854 dwiema premierami operowymi. W październiku 1857 zorganizował Orkiestrę Polską Ignacego Feliksa Dobrzyńskiego, która dawała cotygodniowe koncerty do grudnia 1857 w Nowej Arkadii przy ul. Mokotowskiej. W latach 1858–1860 brał czynny udział w pracach komitetu powołanego do założenia Instytutu Muzycznego. W tym czasie został członkiem Lwowskiego Towarzystwa Muzycznego. Po 1860 ze względu na zły stan zdrowia Dobrzyński stopniowo rezygnował z udziału w życiu muzycznym stolicy. W latach 1859–1864 komponował muzykę do udramatyzowanej przeróbki Konrada Wallenroda Adama Mickiewicza, ale jej nie ukończył.
W ostatnim roku życia napisał pieśni solowe Cyganka, 2 utwory religijne: Zdrowaś Maria na tenor solo i chór mieszany oraz Benedictus na chór mieszany, a także Studium na temat oryginalny w dubeltowym kontrapunkcie w ośmiu postaciach na kwartet smyczkowy.
Na przeszło 170 utworów Dobrzyńskiego złożyły się: 2 symfonie, około 25 utworów orkiestrowych, 17 kameralnych, około 55 fortepianowych, 15 na instrumenty solowe z akompaniamentem, około 22 religijne, 5 kantat i około 50 pieśni solowych i chóralnych. W miniaturach Dobrzyńskiego widoczny jest wpływ Chopina (Trois nocturnes op. 21, Mazurki op. 27).
Dobrzyński był żonaty z Joanną Müller (1813–1879), śpiewaczką opery warszawskiej w latach 1832–1834 i 1840–1860, uczennicą Carlo Evasio Solivy.
Spoczywa na cmentarzu Powązkowskim w Warszawie (kwatera 11, rząd 6, grób 32).
Do jego najczęściej grywanych dzieł należą uwertura do opery Monbar oraz II Symfonia c-moll „Charakterystyczna”.

Fotografie wydań kompozycji Ignacego Feliksa Dobrzyńskiego
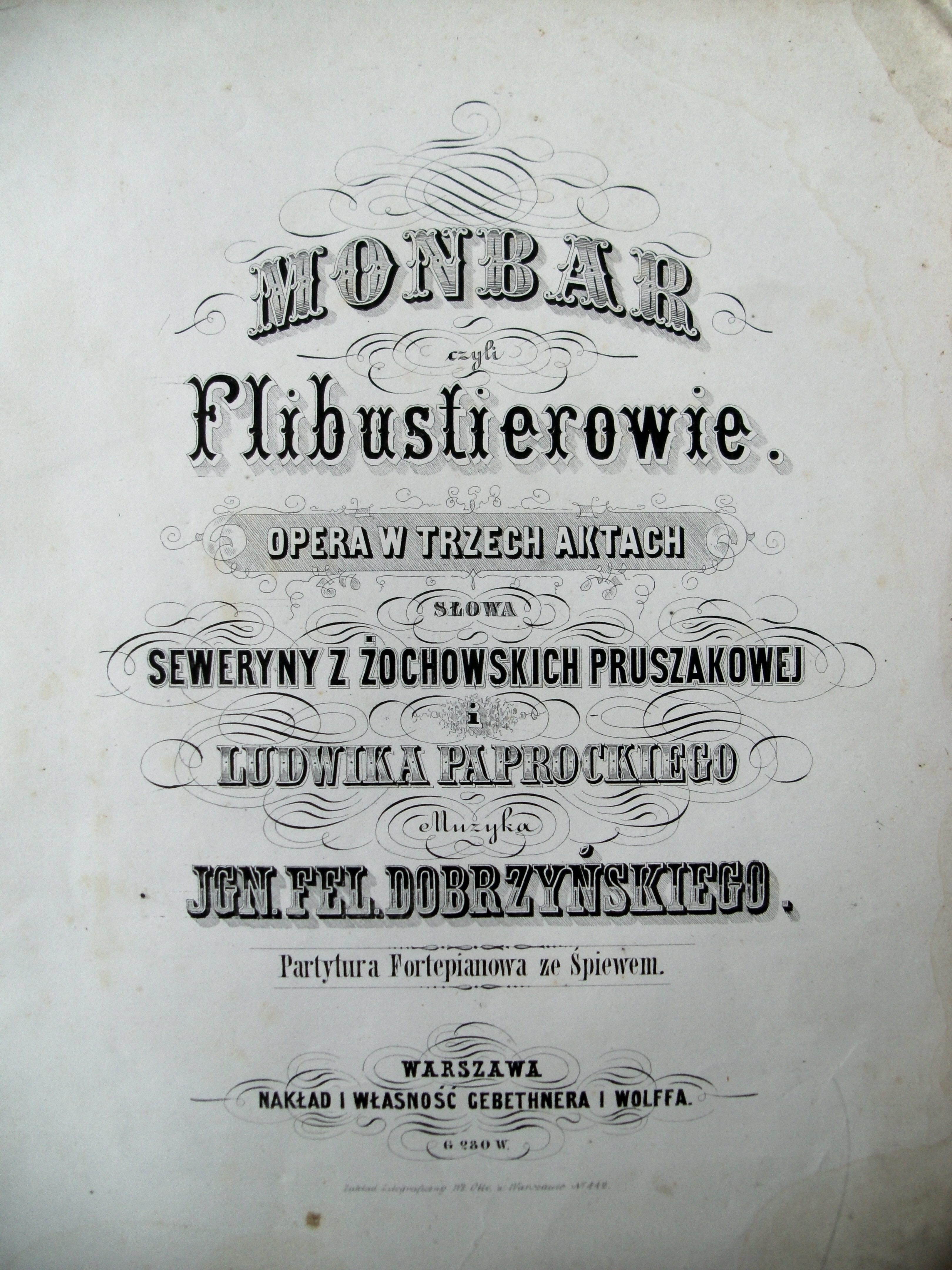
Monbar czyli Flibustierowie opera do sł. S. z Żochowskich i L. Paprockiego i muzyki I.F. Dobrzyńskiego – strona tytułowa
- Ignacy F. Dobrzyński - Deux mazurkas, h-moll i e-moll (1839; ed. Hofmeister, Lipsk, 1846).pdf